# 比肯尼贝尤·佩纽
比肯尼贝尤·佩纽（英語：Bikenibeu Paeniu，1956年5月10日—），图瓦卢政治人物，曾在自1989年10月至1993年12月、1996年12月至1999年4月两度担任图瓦卢总理，並曾任图瓦卢驻中华民国大使。